# Amelinckx
 (janvier 2022).
Si vous disposez d'ouvrages ou d'articles de référence ou si vous connaissez des sites web de qualité traitant du thème abordé ici, merci de compléter l'article en donnant les références utiles à sa vérifiabilité et en les liant à la section « Notes et références ».
Amelinckx était une société belge de construction de logements. 
Elle fut principalement active durant les années 1960 et 1970.

## Histoire
Les établissements Amelinckx sont fondés en 1936 par l'Anversois François Amelinckx.
Ils sont repris dans les années 1960 par le dauphin et bras droit Renaat Blijweert, entre-temps devenu homme d'affaires, entré là comme conducteur de chantier en 1955 et décédé en 1996.
La société arrête ses activités en 1986 et fait partie de l'inconscient collectif belge et plus particulièrement bruxellois, au même titre qu'Etrimo, et dans une moindre mesure, que la S.A. L'Ecluse.

## Caractéristiques

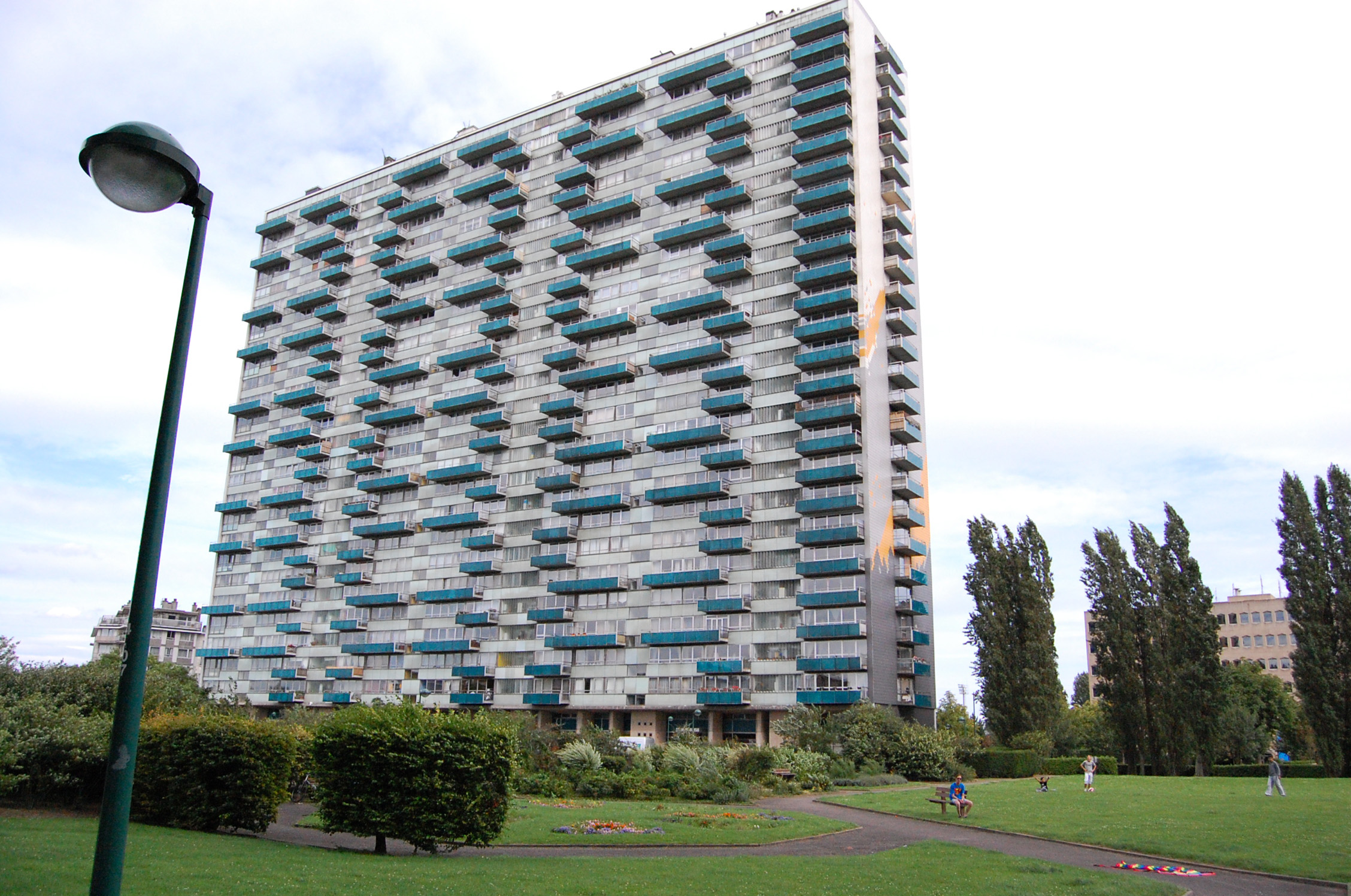
Tour l'Ecluse, 1080 Bruxelles

Les barres d'immeubles Amelinckx, d'une facture généralement équivalente à celle de son concurrent direct Etrimo, sont reconnaissables à leur balcons en plexiglas fumé et sont présentes sur tout le territoire belge.